# Kamionka (gmina Piaseczno)
Kamionka – wieś sołecka w Polsce położona w województwie mazowieckim, w powiecie piaseczyńskim, w gminie Piaseczno.
W latach 1975–1998 miejscowość należała administracyjnie do województwa warszawskiego.
Kamionka jest siedzibą parafii Świętej Rodziny należącej do dekanatu piaseczyńskiego archidiecezji warszawskiej. 